# DFB-Pokal 2008/09
Het seizoen 2008/09 van de DFB-Pokal (voetbal-mannen) begon op 7 augustus 2008 en eindigde op 30 mei 2009 met de finale in het Olympiastadion.
Recordhouder FC Bayern München was titelverdediger en werden in de kwartfinale uitgeschakeld door verliezend finalist Bayer 04 Leverkusen. DFB-Pokal winnaar werd SV Werder Bremen dat Leverkusen met 0-1 in de finale versloeg en veroverde daardoor voor de zesde keer de beker.

## Deelname
In totaal 64 clubs waren gerechtigd deel te nemen aan deze 66e editie van dit voetbalbekertoernooi (inclusief de Tschammer-beker). Dit zijn de 18 Bundesliga-clubs, de 18 clubs van de 2. Bundesliga, de nummers 1 en 2 van de Regionalliga Noord en Zuid, de 21 bekerwinnaars van de Landesverbände en de drie bekerfinalisten van Beieren, Neder-Saksen en Westfalen van het seizoen 2007/08.

## Eerste ronde
De loting voor de eerste ronde vond plaats op 6 juli 2008. De wedstrijden werden gespeeld van 7 tot en met 10 augustus 2008.
| Thuisclub            | Uitslag      | Uitclub                  |
| -------------------- | ------------ | ------------------------ |
| SV Niederauerbach    | 1-5          | 1. FC Köln               |
| Preußen Münster      | 0-0 ns (5-6) | VfL Bochum               |
| Eintracht Trier      | 1-3          | Hertha BSC               |
| FC Erzgebirge Aue    | 0-0 ns (4-5) | FC St. Pauli             |
| Kickers Offenbach    | 1-0          | SpVgg Greuther Fürth     |
| FSV Frankfurt        | 2-0          | VfL Osnabrück            |
| SpVgg Unterhaching   | 0-2          | SC Freiburg              |
| Eintracht Nordhorn   | 3-9          | Werder Bremen            |
| FC Wegberg-Beeck     | 1-4          | Alemannia Aachen         |
| SV Babelsberg 03     | 1-2 nv       | 1. FSV Mainz 05          |
| Hallescher FC        | 0-5          | Hannover 96              |
| Holstein Kiel        | 0-2          | Hansa Rostock            |
| FC Ingolstadt 04     | 1-3          | Hamburger SV             |
| VfB Fichte Bielefeld | 1-8          | Borussia Mönchengladbach |
| Rot-Weiss Essen      | 1-3          | Borussia Dortmund        |
| SC Pfullendorf       | 0-3          | Eintracht Frankfurt      |

| Thuisclub              | Uitslag      | Uitclub              |
| ---------------------- | ------------ | -------------------- |
| SC Paderborn 07        | 1-1 ns (1-2) | FC Augsburg          |
| FC 08 Homburg          | 0-3          | FC Schalke 04        |
| Tennis Borussia Berlin | 0-3          | Energie Cottbus      |
| FC Carl Zeiss Jena     | 2-1          | 1. FC Kaiserslautern |
| SpVgg Ansbach          | 0-5          | Karlsruher SC        |
| ASV Bergedorf 85       | 1-5          | MSV Duisburg         |
| TSG Neustrelitz        | 0-2          | TSV 1860 München     |
| 1. FC Heidenheim 1846  | 0-3          | VfL Wolfsburg        |
| FC Oberneuland         | 1-1 ns (4-3) | TuS Koblenz          |
| SV Darmstadt 98        | 0-2          | SV Wehen Wiesbaden   |
| ASV Durlach            | 1-2          | Arminia Bielefeld    |
| FC Hansa Lüneburg      | 0-5          | VfB Stuttgart        |
| Rot-Weiß Ahlen         | 0-0 ns (3-4) | 1. FC Nürnberg       |
| Rot-Weiß Oberhausen    | 2-3 nv       | Bayer 04 Leverkusen  |
| Chemnitzer FC          | 0-1          | TSG 1899 Hoffenheim  |
| FC Rot-Weiß Erfurt     | 3-4          | FC Bayern München    |

## Tweede ronde
De wedstrijden werden gespeeld op 23 en 24 september 2008.
| Thuisclub          | Uitslag | Uitclub                  |
| ------------------ | ------- | ------------------------ |
| Kickers Offenbach  | 0-2     | Karlsruher SC            |
| FC Oberneuland     | 0-7     | VfL Wolfsburg            |
| FC Erzgebirge Aue  | 1-2     | 'Werder Bremen           |
| FC Carl Zeiss Jena | 1-0     | FSV Frankfurt            |
| Energie Cottbus    | 3-0     | Borussia Mönchengladbach |
| 1. FSV Mainz 05    | 3-1     | 1. FC Köln               |
| FC Schalke 04      | 2-0     | Hannover 96              |
| SV Wehen Wiesbaden | 1-0     | Alemannia Aachen         |

| Thuisclub           | Uitslag      | Uitclub             |
| ------------------- | ------------ | ------------------- |
| Eintracht Frankfurt | 1-2 nv       | Hansa Rostock       |
| VfB Stuttgart       | 2-0          | Arminia Bielefeld   |
| FC Bayern München   | 2-0          | 1. FC Nürnberg      |
| TSV 1860 München    | 0-0 ns (5-4) | MSV Duisburg        |
| SC Freiburg         | 3-1          | 1899 Hoffenheim     |
| Borussia Dortmund   | 2-1 nv       | Hertha BSC          |
| FC Augsburg         | 0-2          | Bayer 04 Leverkusen |
| Hamburger SV        | 2-0          | VfL Bochum          |

## Achtste finales
De wedstrijden werden gespeeld op 27 en 28 januari 2009.
| Thuisclub          | Uitslag | Uitclub           |
| ------------------ | ------- | ----------------- |
| Hamburger SV       | 3-1     | TSV 1860 München  |
| FC Carl Zeiss Jena | 1-4     | FC Schalke 04     |
| SC Freiburg        | 1-3     | 1. FSV Mainz 05   |
| VfB Stuttgart      | 1-5     | FC Bayern München |

| Thuisclub           | Uitslag | Uitclub            |
| ------------------- | ------- | ------------------ |
| Bayer 04 Leverkusen | 3-1     | Energie Cottbus    |
| Borussia Dortmund   | 1-2     | Werder Bremen      |
| Karlsruher SC       | 0-1     | SV Wehen Wiesbaden |
| VfL Wolfsburg       | 5-1     | Hansa Rostock      |

## Kwartfinale
De loting vond plaats op 1 februari 2009. De wedstrijden werden gespeeld op 3 en 4 maart 2009.
| Thuisclub       | Uitslag | Uitclub          |
| --------------- | ------- | ---------------- |
| 1. FSV Mainz 05 | 1-0     | FC Schalke 04    |
| VfL Wolfsburg   | 2-5     | SV Werder Bremen |

| Thuisclub           | Uitslag | Uitclub            |
| ------------------- | ------- | ------------------ |
| Hamburger SV        | 2-1     | SV Wehen Wiesbaden |
| Bayer 04 Leverkusen | 4-2     | FC Bayern München  |

## Halve finale
De wedstrijden werden gespeeld op 21 en 22 april 2009.
| Thuisclub           | Uitslag | Uitclub         |
| ------------------- | ------- | --------------- |
| Bayer 04 Leverkusen | 4-1 nv  | 1. FSV Mainz 05 |

| Thuisclub    | Uitslag      | Uitclub          |
| ------------ | ------------ | ---------------- |
| Hamburger SV | 1-1 ns (1-3) | SV Werder Bremen |

## Finale
De finale op 30 mei 2009 vond traditioneel (sinds 1985) plaats in het Olympisch Stadion Berlijn na de finale van de DFB Pokal voor vrouwen en werd gespeeld door Bayer 04 Leverkusen (winnaar in 1993, finalist in 2002) en SV Werder Bremen (5× winnaar, 1961, 1991, 1994, 1999, 2004, en 3× finalist,1989, 1990, 2000).
|                        |                  |                |               |                                                                                  |
| 30 mei 20:00 uur (MET) | Bayer Leverkusen | 0 – 1          | Werder Bremen | Olympisch Stadion, Berlijn Toeschouwers: 72.954 Scheidsrechter: Helmut Fleischer |
| 30 mei 20:00 uur (MET) |                  | 58' Mesut Özil |               | Olympisch Stadion, Berlijn Toeschouwers: 72.954 Scheidsrechter: Helmut Fleischer |